# Fort du Vert-Galant
Le fort du Vert-Galant, appelé brièvement fort Carnot, est un ouvrage fortifié situé sur la limite entre les communes de Wambrechies et de Verlinghem, dans le département du Nord.
Ce fort, construit en 1879, devait défendre l'approche nord-ouest de l'agglomération lilloise. Ses fossés furent utilisés en 1942 par l'occupant allemand pour fusiller des résistants.

## Description
Le camp retranché de Lille était composée principalement d'une ceinture de sept forts détachés, onze ouvrages et deux batteries ; le Vert-Galant est un fort au nord de cette ceinture, dominant de ses 34 mètres d'altitude la plaine bordant la Deûle. Le fort était épaulé par le fort de Lompret à 3 km au sud-ouest (sur la commune de Verlinghem) et l'ouvrage de Wambrechies à 2,6 km vers l'est ; la voie ferrée de La Madeleine à Comines longe son glacis oriental.
C'est un fort Séré de Rivières de la première génération, de forme polygonale presque rectangulaire, avec un front droit, des ailes à 60° et une gorge rentrante. Il est construit en maçonnerie de briques recouverte d'une épaisse couche de terre, entouré de fossés défendus par des caponnières (une simple à l'angle nord-ouest et une double au nord-est). L'artillerie était placée sur des plateformes à l'air libre, séparées par des traverses-abris. Le casernement est en dessous de la crête d'artillerie, dans des casemates donnant sur trois cours encaissées.

## Histoire
Par le décret du 21 janvier 1887, le ministre de la Guerre Georges Boulanger renomme tous les forts, batteries et casernes avec les noms d'anciens chefs militaires. Pour le fort du Vert-Galant, son « nom Boulanger » est en référence au général Lazare Carnot : le nouveau nom devait être gravé au fronton de l'entrée. Dès le 13 octobre 1887, le successeur de Boulanger au ministère, Théophile Ferron, abroge le décret. Le fort reprend officiellement son nom précédent.
Les fortifications de la place forte de Lille n'ont pas été modernisées à la fin du XIXe siècle (pas de béton ni de cuirassement) ; en conséquence, la place est déclassée en 1910. L'agglomération est proclamée « ville ouverte » par décret du 1er août 1914, le poste de gouverneur de Lille (c'est alors le général Albert-Isidore Lebas) est supprimé et le matériel militaire commence à être évacué (vers Maubeuge, Hirson, Vincennes et Versailles). Mais le 21 août, le commandant en chef Joffre nomme le général Victor Herment, qui commandait à Douai, gouverneur, avec ordre de défendre Lille ; dès le 24 c'est le contre-ordre, il faut évacuer en catastrophe l'arsenal d'artillerie et les dépôts d'infanterie (ceux-ci au Havre). L'agglomération reste ensuite en dehors de la zone des opérations jusqu'au retour de quelques unités françaises le 16 septembre ; les combats d'octobre ne concernent que le centre-ville et les faubourg est et sud. Pendant le reste de la Première Guerre mondiale, le fort sert de lieu de repos pour les troupes allemandes, en arrière de la ligne de front.
En 1940, le bâtiment central et la cour Est sont détruits à l'explosif. Puis le fort est de nouveau utilisé par l'occupant allemand, mais cette fois-ci pour les exécutions de 92 civils de 1941 à 1943 dans les fossés.
Le 2 septembre 1944, un groupe de FFI attaque une colonne allemande en retraite, à proximité du fort du Vert-Galant à Wambrechies. Aujourd’hui, une plaque est installée à Wambrechies, rue de la Résistance, pour honorer la mémoire des 4 Wambrecitains tués au cours des combats de la Libération.
Pendant la guerre froide, le fort a été utilisé occasionnellement par les militaires du 43e régiment d'infanterie. La végétation envahit le terrain de 11 hectares, masquant partiellement les structures maçonnées. Il a été acheté en juillet 2009 par la commune de Wambrechies, qui y a mené des travaux de rénovation à partir de 2012.

### Fusillés
En 2012, un mémorial représentant quatre hommes suppliciés a été réalisé par l'artiste allemand Ilja Wedekind.

#### 1942
- 31 mars à 19 h : Germain Delettrez, Élie Rabinovitch, Julien Sarazin, François né Frantz Sobocki et Henri Terryn[9],[10] ;
- 13 avril : deux Polonais, Grégor Burczykowski et Vitold Supernak de Sallaumines, et un Yougoslave, Victor Filipic d'Avion[11] ;
- 14 avril : 
  - Léon Bailleux
  - Honorat Bouillet
  - Joseph Bouliez[12],[13]
  - André Bridoux
  - Michel Brûlé
  - Albert Caron
  - Alexandre Cathelain
  - Louis Chantreau
  - Albert Cochez
  - Antoine Coët
  - Albert Defontaine
  - Roger Dewambrechies
  - Fortuné Dubois
  - Paul Fatoux
  - René-Paul Franck[14]
  - Paul Frolich
  - Joseph Hentgès[8],[15]
  - Hector Laloux
  - Fernand Leblond
  - Célectin Leduc
  - Charles Lepez
  - Laurent Leterme
  - Hyacinthe Mars[14]
  - Aimable Martel
  - Marceau Martin
  - Louis Moison
  - Robert Planchon
  - Georges Pollet
  - Marius Richez
  - Charles Ringeval
  - Élisée Sans
  - François Sans
  - Roger Sticker[15]
  - Léon Strady
  - Zdislaw Ziarkowski[16]

- 30 avril : Guido Brancadoro[17], Antoine Levrangi[17] ;
- 9 mai : Louis Hein[15] ;
- 15 décembre : Georges Bouhour[13], René Caby[18].

### Stolpersteine
Afin de rendre hommage aux victimes du nazisme, les Stolpersteine ou pavés de mémoire sont installés dans le trottoir devant leur dernier domicile. Des pavés ont été posés pour rendre hommage aux fusillés du fort du Vert-Galant à l'initiative des associations Stolpersteine Nord-Pas-de-Calais et Lille-Fives 1942 :
- Elie Rabinovitch au 86, rue Gambetta à Lille.
- Aimable Martel au 164, rue Voltaire à Sin-le-Noble.
- Edouard Pieters au 23, rue Isabeau de Roubaix à Roubaix.